# Sygnatura metryki
Sygnaturą (p, q, r) tensora metrycznego {\displaystyle g^{\mu \nu }} nazywa się zespół liczb wskazujący, ile jest w tensorze metrycznym elementów dodatnich p, ujemnych q oraz zerowych r – jeżeli tensor ten jest sprowadzony do postaci diagonalnej.
Sygnaturę nazywa się nieokreśloną lub mieszaną, jeżeli obie liczby p oraz q są niezerowe.  Sygnaturę nazywa się zdegenerowaną, gdy r jest niezerowe.

## Oznaczenia sygnatury
Jeżeli r = 0 (co zachodzi typowo), to sygnaturę określa się wybierając z poniższych sposobów:
(1) podając parę liczb (p, q)
(2) podając listę znaków, np.
- (+, −, −, −) dla sygnatury (1, 3)
- (−, +, +, +) dla sygnatury (3, 1)

(3) podając liczbę s = p − q, jeżeli wymiar przestrzeni domyślnie wynosi n = p + q; np.
- s = 1 − 3 = −2 dla (+, −, −, −)
- s = 3 − 1 = +2 dla (−, +, +, +)

## Przykłady
- metryka Riemanna ma dodatnio określoną sygnaturą (p, 0)
- metryka Lorentza ma sygnaturę (p, 1) lub (1, q).